# Ulanów
Ulanów è un comune urbano-rurale polacco del distretto di Nisko, nel voivodato della Precarpazia.
Ricopre una superficie di 119,56 km² e nel 2005 contava 8 905 abitanti.